# バンゲリング ベイ
- バンゲリングベイ

『バンゲリング ベイ』 (Raid on Bungeling Bay) は、アメリカ合衆国のブローダーバンドが制作したシューティングゲームであり、『チョップリフター』（1982年）、『ロードランナー』（1983年）とともに「バンゲリング帝国三部作」の一つである。
1984年、コモドール64用ゲームソフトとして発売された。日本においては1985年2月22日にハドソンがファミリーコンピュータ（以下、FC）用ソフト向けに移植し発売された。このFC版を元に操作方法など仕様を変更した移植作品が制作され、任天堂からアーケード版、ソニー（HiTBiTブランド）からは1985年7月21日にMSX版がそれぞれ発売された。

## ゲーム内容
見下ろし視点の平面全方位任意スクロールシューティングゲームである。縦幅10画面×横幅10画面の100画面からなるマップで構成されている。プレイヤーは、自機のヘリコプターを操り、自軍の空母を防衛しつつ、敵機やレーダー、砲台などの防空網を突破し、バンゲリング帝国の戦略拠点（工場）を破壊するのが目的となる。
攻撃方法は、対空用のバルカン砲と対地用の爆弾（最大9発）の2種類。自機はヒットポイント制で、被弾するたびにダメージ値が蓄積され徐々に飛行速度が落ち、100を超えると操縦困難に陥り墜落しミスとなる。爆弾の補給やダメージ値の修理は空母か敵の駐機場に着陸することで行える。なお、自機の墜落地点が工場や戦艦などだった場合はそれらにダメージを与えることができる。
自軍の空母は敵の攻撃機から一定以上の攻撃を受けるか、プレイヤーが故意に空母を爆撃した場合や敵戦艦が同じ画面に侵入すると自動的に撃沈され、その時点での残機は全て失われ、その後は一切復活しない。その場合でも敵の駐機場での補給と修理は可能なためゲーム続行は可能だが、受けたダメージは完全回復しない。このためゲーム後半は被弾によるダメージ増加やレーダー網と敵戦闘機の連携が増す事などにより、攻略が著しく困難になる。また、ゲームクリアの目的である敵拠点の工場は、時間の経過やステージにより工場の耐久力が向上し、周辺に高射砲や戦車などが徐々に配備されるため、破壊するのが困難になっていく。
プレイヤー側からは確認できないが、バンゲリング帝国軍には資源の概念が存在する。資源は海上の油田から生成され、ボートによって島へと陸揚げされ、さらに戦車によって工場へと運ばれ、それから新たな兵器が製造されるというチェーンシステムがシミュレートされている。
C64版では画面左下にミニマップ（レーダー）が表示されていたが、FC版では削除された。ヘリコプターが飛行した後に射撃を行うゲーム起動時のイントロもFC版では省略されている。
FC版では2人対戦プレイが可能で、2P側はバンゲリング帝国軍を操作し、1P側が操作するヘリコプターを迎撃する。2Pは工場近くの高射砲を直接操作できるほか、コントローラIIに内蔵されたマイクを使うことで戦闘機をスクランブルさせることができる。

## ストーリー
C64版の説明書では、世界征服を企てるバンゲリング帝国（Bungeling Empire）の戦争機械（The War Machine）に関する簡素なストーリーが語られている。戦争機械、すなわち人工知能による管理の元で昼夜を問わずに無人兵器の製造を続ける6カ所の工場は厳重に防衛されており、これを破壊するには機動性に優れた単独の機体を以てして防衛線を突破してピンポイント攻撃を行わねばならない。プレイヤーはヘリコプターのパイロットとしてこの作戦に参加することとなる。ファミコン版の説明書でも、世界征服を企てるバンゲリング帝国の最終兵器を破壊するため、空母で敵本拠地バンゲリング湾に向かう、というおおむね同じストーリーが語られている。
C64版ではクリア後に作戦成功を報じる新聞記事が表示される。記事の内容は残機や空母の状況で分岐し、戦勝記念パレードや勲章の授与、あるいは戦没者の追悼などに言及される。生還した場合、プレイヤーがパレードに参加する映像も流れる。また、記事中で自軍は善の軍隊（Forces of Good, FOG）と呼ばれるほか、攻撃ヘリはワイルドファイア Z-39（Wildfire Z-39）、空母はアディクエイト（Adequate）と呼ばれている。
ソニーが作成したカタログ『Sony Computer Software World』の1985年6月版に掲載されたMSX版『バンゲリング ベイ』の紹介では、時代を199X年として、世界征服を目論むバンゲリング帝国が太平洋の秘密工場で最終兵器を完成させようとしており、プレイヤーは国連の特命のもと特殊武装ヘリで工場の破壊に向かうというストーリーが語られている。

### 必勝法シリーズ
書籍『ファミリーコンピュータ・ゲーム必勝法シリーズ3 バンゲリングベイ』では、説明書とは異なるストーリーが語られており、おおむね以下のような内容である。
198X年、突如カリブ海に現れた謎の次元侵略者「バンゲリング帝国」は、カリブ海一帯を地球の空間から隔離した。内部から脱出する事も、外部から侵入することも不可能な異次元空間に取り残されたアメリカ第2艦隊は、謎の発光現象によりバンゲリング帝国の尖兵と化してしまう。いまやカリブ海は地球侵略用兵器の生産拠点へと改造され、多数の航空機や陸上兵器、最新鋭のQ型戦艦などが人類に牙を剥こうとしていた。司令官ジミー・ハーディーの迅速な判断により、唯一バンゲリング帝国の支配を逃れた最新鋭空母「R・レーガン」は、ただ一隻でバンゲリング帝国への反撃を開始。わずかに5機のみ残された新型攻撃ヘリがバンゲリング帝国の拠点を破壊する為に飛び立った。

## 移植版
| No. | タイトル            | 発売日        | 対応機種               | 開発元   | 発売元                 | メディア     | 型式      | 売上本数 | 備考                  |
| --- | ------------------- | ------------- | ---------------------- | -------- | ---------------------- | ------------ | --------- | -------- | --------------------- |
| 1   | バンゲリング ベイ   | 1985年2月15日 | ファミリーコンピュータ | ハドソン | ハドソン               | ロムカセット | HFC-RB    | -        |                       |
| 2   | VS.バンゲリングベイ | 1985年4月上旬 | アーケード             | ハドソン | 任天堂レジャーシステム | 業務用基板   | -         | -        | 任天堂VS.システム対応 |
| 3   | バンゲリングベイ    | 1985年7月21日 | MSX                    | ソニー   | ソニー (HiTBiT)        | ロムカセット | HBS-G036C | -        |                       |

## 開発
本作は『シムシティ』（1989年）の作者であるウィル・ライトのデビュー作である。ライトはこのゲームのマップエディッタでマップをエディットしているうちに、シムシティのゲームデザインとしての構想が生まれた。
当時Apple IIを使って独学でプログラミングを学んでいたライトは、やがてC64向けの商業ゲームを作ろうと思い立った。Apple IIは何年も掛けて学んできた者が大勢いる一方、当時発売されたばかりだったC64なら誰もがゼロからのスタートであり、公平な競争の場になると考えたためである。本作が完成したのは、彼がカリフォルニアに引っ越した頃であったという。プログラミング自体は主にApple IIで行い、コードを変換してC64に流し込むという方法で開発を進めた。こうして完成したゲームを、パブリッシャーであるブローダーバンドへと持ち込むことになる。
自機をヘリコプターとしたのは、5歳の頃に初めてヘリコプターに乗った頃の思い出が強烈に残っていたためであるという。そのほか、1ターン進めるのに数十分も掛かった当時のストラテジーゲーム、初期のフライトシミュレーター、ライフゲームなどもインスピレーションの源となった。開発にあたって、ライトは「C64ではできて、Apple IIではできないこと」を意識した。大きく画面をスクロールさせることもその1つである。
ライトは2つのツールを作成した。キャラクター製作用のCheditと、地形を製作するためのWeditである。Weditは画面をスクロールしながらタイルや建物を配置することが可能で、このツールを使うのが楽しかったことが、後の『シムシティ』の開発につながっていくことになった。
なお、当時の企画書等は1991年オークランド大火の際に焼失した。

### ファミコン版の開発
当時ハドソンの宣伝部に所属していた高橋名人こと高橋利幸によれば、『ロードランナー』のヒット後、ハドソンではいわゆるバンゲリング帝国三部作の残り2作、すなわち『チョップリフター』と『バンゲリングベイ』のどちらかのリリースを検討し、社員らがより面白いと感じた後者が移植されることとなったという。当時、ラジコンが社内で流行していたことも『バンゲリングベイ』が支持された理由である。アラート時の画面の点滅や、対戦時に2Pがマイクで増援を呼ぶシステムは、完成直前に数ビット分の容量の空きがあったことで追加された要素だった。
2Pの増援システムは、「マイクに向かってハドソンと叫ぶ」という形で宣伝された。これはマイクの活用方法に関する会議で大里幸夫が行った「まだハドソンは無名なのだから、ハドソンと言わせよう」という提案に基づいたものである。
宣伝の一環として、コロコロコミックで連載されていた漫画『ファミコンロッキー』にも取り上げられた。『ファミコンロッキー』では、ある方法でバンゲリング帝王の顔が海から浮かび上がるというウソ技が紹介された。高橋は漫画のネームを見て困惑したものの、ハドソンとしての3本目ということもあり、その場のノリで認めたのだという。

## スタッフ

### コモドール64版
- PROGRAM：ウィル・ライト

### ファミコン版
- メインプログラム：菊田昌昭
- サブプログラム：野沢勝広（マップ圧縮）
- グラフィック：山本次行

## 評価
ライトによれば、C64版は海賊版の横行のため2万本ほどしか売れなかったが、ファミコン（NES）版はカセット式のためコピーされにくく、日本を中心に80万本のヒットになったという。また、日本側のパブリッシャーは宣伝にあまり予算を掛けていなかったこともあり、ライトが受け取れる報酬も多かったという。この時に得た予想外に大きな収入が、ライトが『シムシティ』を数年間集中して開発するための時間を確保することに繋がった。

### ファミコン版
自機の操作が左右で旋回、上下でスピード調整というラジコン的な方法であったことから、慣れない人にとって非常に難しい操作性であった上、発射する弾は一発ずつで、航空機との格闘戦時に「見越し射撃」が必須で、敵機撃墜の難易度は高い。ただし、アーケード版では操作方法は変更されており、レバーを操作した方向に向くように旋回し、そのままレバーを入れ続けると加速（背後方向にレバーを入れると減速・後退）するようになっている。
発売当時、当たり前のように「ボーナスステージ」や「ボスキャラ」「隠れキャラ」構成が主流になっていたファミコン市場において、攻略順序が任意な上に展開がシビアな本作は、操作性もさることながら、地味な割に高度な攻撃戦略を求められるという言わばマニア向けのゲームシステムであった。その中で発売元であるハドソン社と小学館の『月刊コロコロコミック』と連携し小学生を対象にした過剰な広告戦略をしたため、プレイヤーの多くがマニアのような高度な戦略が立てられない小学生であったことなども実際にプレーヤーの嗜好とゲーム内容にギャップを生むことになった。発売日当日に、ゲームの操作方法などが理解できなかった子供からのクレーム電話を、当時宣伝部所属の高橋名人が受けたというエピソードも残っている。
高橋は本作がクソゲー扱いされたことについて、元がパソコン用のゲームだったこと、ラジコンに馴染みのない子供には難しい操作だったこと、マニュアルのページ数の都合から遊び方を説明しきれなかったことなどを酷評の原因と推測している。
ゲーム誌『ファミリーコンピュータMagazine』の1991年5月10日号特別付録の「ファミコンロムカセット オールカタログ」では、「マニア向けシューティングだ」、「ヘリを操作して、空母を守りながらマップ上にある工場を爆撃してゆく。自機はダメージ制。非常に面倒くさい操作だ。マニア向けだろう」と紹介されている。